# Памятник Тарасу Шевченко (Севастополь)
Памятник Тарасу Шевченко — памятник воздвигнутый в честь украинского поэта, писателя и художника Тараса Шевченко в городе Севастополь, торжественно открытый 24 августа 2003 года. Монумент является подарком городу от фундации им. Т. Г. Шевченко от имени канадца украинского происхождения Василия Свентицкого.
Авторы монумента — львовские скульпторы отец и сын Василий Павлович и Владимир Васильевич Одреховские, автор постамента — севастопольский архитектор Георгий Саркисович Григорьянц.

## История
В 2002 году фундация им. Т. Г. Шевченко, возглавляемая Б. И. Вуйко, подарила городу Севастополю от имени доктора Василия Свентицкого (гражданина Канады) памятник Шевченко. Обсуждалось несколько вариантов мест для установки этого памятника. В конечном итоге решено было установить его в центре Гагаринского района у здания районной государственной администрации и районного Совета. Работы по установке основания памятника, по благоустройству прилегающей территории производились севастопольскими строителями с апреля по июнь 2003 года. Руководство работами осуществляли районный Совет и районная государственная администрация. Всего на общестроительные работы по установке памятника использовано примерно 500 тыс. грн из местного бюджета.
Торжественное открытие памятника Тарасу Григорьевичу Шевченко (1814—1861) — великому украинскому поэту, художнику, мыслителю — состоялось 24 августа 2003 г. в День независимости Украины. На митинге присутствовали: министр культуры Украины, народные депутаты Украины Костенко, Мовчан, Павлычко, представители Украинской диаспоры в Канаде во главе с В. Свентицким. В мае 2003 года Гагаринский Совет ходатайствовал перед Севастопольской городской государственной администрацией и городским Советом о присвоении имени скверу у здания Гагаринского районного Совета в г. Севастополе и Гагаринской районной государственной администрации «Сквер им. Т. Г. Шевченко». Сегодня этот уголок Гагаринского района стал одним из любимых и посещаемых жителями мест.
Памятник украинскому поэту представляет собой бронзовую фигуру в полный рост высотой 3,8 м, которая установлена на постаменте в виде стилизованной бандуры (высота — 4,34 м), облицованном коричнево-красным гранитом.

## Попытка снести памятник
В 2016 году небольшая группа жителей Гагаринского района Севастополя начала сбор подписей и обратилась к городским властям с просьбой снести памятник Тарасу Шевченко и вместо него поставить памятник Пушкину или Лермонтову. Тарас Шевченко, как было подчеркнуто, — элемент украинского наследия, им чуждого, а нужно что-то русское.
Украинское национально-культурное общество Севастополя выразило протест по этому поводу, напомнив, что творчество великого поэта относится не только к украинскому, но и к русскому культурному наследию. Снос «чуждого» украинца Шевченко, да ещё с такой аргументацией, вполне сопоставим с варварским уничтожением фанатиками запрещенного цивилизованным миром «Исламского государства» «чуждой» им Пальмиры.
Писательница Алла Гербер уверена, что инициаторы сбора подписей подверглись воздействию госпропаганды. «Российские СМИ сообщают нам множество негативной информации о действиях украинских властей и о происходящем в этой стране. В частности, о массовом сносе памятников Ленину. Но Тарас Шевченко — совсем другая личность, его произведения переведены на многие языки мира, прежде всего на русский. Поэтому сносить либо переносить в укромное место его памятник категорически нельзя. А снос дома Шевченко в Оренбурге, который имел статус объекта культурного наследия можно назвать беспамятством и безответственностью», — высказала свою позицию писательница в одном из российских изданий.